# Galović
Galović (Servisch cyrillisch Галовић) is een plaats in de Servische gemeente Koceljeva. De plaats telt 235 inwoners (2002).